# 米卡埃尔·洛德拉
米卡埃尔·洛德拉（1980年5月18日—），法国职业网球运动员，出生於巴黎。左手握拍的洛德拉，曾經於2003年及2004年兩次获得澳洲網球公開賽男子双打冠軍，以及2007年奪得温布頓網球錦標賽男子双打冠军。

## 生平
米卡埃尔·洛德拉於巴黎出生，其父親米歇爾·洛德拉（Michel Llodra）曾經是法國著名球會巴黎聖日耳門的職業足球員。洛德拉於2003年9月3日結婚，目前育有一子一女。

## 網球生涯
左手握拍的洛德拉，其發球上網打法，是仿傚自他的童年偶像瑞典網球名將。

### 2002年
洛德拉擅長雙打比賽，2002年夥拍法國同胞桑托羅，首度晉身澳洲網球公開賽男子雙打準決賽，在四強進行時產生意外小插曲，洛德拉無意打到鳥，之後首度闖決賽敗給马克·诺尔斯與丹尼尔·内斯特。

### 2003年
洛德拉贏得個人職業生涯首項大滿貫雙打錦標，夥拍桑托羅，奪得澳洲網球公開賽男子雙打冠軍。2004年與拍擋桑托羅，成功衛冕澳洲網球公開賽男子雙打錦標。同年並奪得個人職業生涯首項ATP單打冠軍。

### 2007年
洛德拉改與另一位法國球手克莱門特拍擋，擊敗男雙世界排名第一的美國孖生組合鮑勃·布賴恩與邁克·布賴恩，首次贏得温布頓網球錦標賽男子雙打冠軍。

### 2010年
賽季一開始，在布里斯本與雪梨首輪出局，澳洲公開賽，進入第二輪後，以6-3, 6-3, 65-7, 1-6, 3-6遭到阿根廷球手摩納哥大逆轉淘汰。
歐洲春季硬地賽季，荷蘭鹿特丹首輪出局，在隔週回家鄉法國馬賽，卻有令人印象深刻的表現，他擊敗了兩位著名球員第七種子與2006年澳網亞軍巴格达蒂斯(第二輪)與頭號種子與2009年法網亞軍索德靈(八強)，最後在決賽以6-3, 6-4直落二盤擊敗同胞儒利安·貝內托。另外雙打賽事，也與貝內托夥拍奪得冠軍。
法國公開賽，在第一輪出局。草地熱身賽的伊斯特本，擊敗西班牙球員加西亞·洛佩斯，奪得今年第二座冠軍。溫布頓錦標賽，四盤敗給前世界第一羅迪克。美國公開賽，首輪以直落三盤擊敗溫布頓亞軍贝尔迪赫，進入第三輪則宣布退賽，遭到西班牙球員羅布雷多淘汰。
巴黎大師賽，爆冷擊敗二位著名球員喬科維奇、达维登科，進入四強

## 外部連結
- 米卡埃尔·洛德拉（英文/西班牙文）的官方資料
- 米卡埃尔·洛德拉的國際網球總會 職業／青少年 官方資料（英文）
- 米卡埃尔·洛德拉的官方資料（英文）